# Splendor Solis
El Splendor Solis es un códice iluminado de finales del siglo XVI conservado, bajo la signatura Harley 3469, en la Biblioteca Británica de Londres.

## Historia y descripción
El Splendor Solis está considerado como el más bello tratado de alquimia jamás creado. Realizado en 1582, en él se exponen las claves de la cábala, la astrología y el simbolismo alquímico. Se trata de una recopilación ilustrada de tratados alquímicos anteriores.
Como explica el historiador del Arte Jörg Völlnagel, «El Splendor Solis no es en absoluto un libro de laboratorio, es decir, una especie de recetario para el alquimista que, siguiendo sus indicaciones prepara su mejunje y acaba encontrando el oro artificial en el recipiente. Antes bien, el Splendor Solis difunde la filosofía de la alquimia, un concepto del mundo según el cual el hombre (el alquimista) vive y actúa en consonancia con la naturaleza, respetando la creación divina e interfiriendo a la vez en sus procesos de desarrollo, contribuyendo mediante la alquimia a su crecimiento. Esta es la compleja temática filosófica en torno a la cual giran los siete tratados del manuscrito y las veintidós espléndidas miniaturas».
En cuanto al contenido,  el historiador de la Alquimia Thomas Hofmeier apunta que «la obra ofrece una suma de numerosas sumas precedentes o, para emplear una metáfora alquímica, el Splendor Solis es la quintaesencia de los florilegios anteriores que fueron, a su vez, destilados de obras más antiguas». El mismo autor también señala que «para cualquier historiador de la alquimia, los suntuosos manuscritos del Splendor Solis —el más hermoso de los cuales se publica ahora por fin haciéndole justicia— constituyen la coronación de una extensa biblioteca alquímica. En las estanterías y los armarios se alinean las obras de los grandes alquimistas, coleccionadas a lo largo de toda una vida, pero en el centro, sobre un atril, destaca el Splendor Solis, el culmen de los conocimientos alquímicos».
Sea como fuere, el Splendor Solis se ha convertido en el ejemplo clásico de manuscrito alquímico ilustrado. Son muchos los que le han dedicado su atención, entre ellos también literatos como William Butler Yeats, James Joyce y Umberto Eco.
El volumen contiene 22 pinturas de gran formato, enmarcadas con motivos florales o animales, estilísticamente situadas dentro de la tradición noreuropea de la miniatura renacentista. Todas las ilustraciones son, tal como manda el contexto y el contenido de la obra, de difícil y hermética interpretación. Resultan especialmente relevantes las redomas de vidrio que se presentan enmarcadas en un lujoso cuadro central, rodeado de escenas típicas de la vida rural y urbana de la Alemania tardomedieval y presididas por la imagen celestial de un dios pagano que da cohesión y sentido al conjunto.
En cuanto a la historia del propio códice, el barón Böttger, un farmacéutico y gran aficionado a la alquimia conocido por haber ideado el método para fabricar porcelana, habría sido, en el siglo XVII, uno de sus propietarios. Más tarde llegó a la biblioteca privada de la poderosa y aristocrática familia Harley, cuyo fondo de manuscritos fue adquirido por el British Museum por la hoy ridícula suma de 10 000 libras. Actualmente el Splendor Solis es considerado uno de los tesoros más valiosos de la British Library.
En 2010, el sello español M. Moleiro Editor publicó la primera y única reproducción facsímil del Splendor Solis, en una edición limitada a 987 ejemplares. La edición viene acompañada por un volumen de estudio en el que Jörg Völlnagel demuestra por primera vez que la atribución de la autoría del texto a Salomon Trismosin, maestro de Paracelso, es falsa. Además, el estudio cuenta con la primera traducción fiable del texto del manuscrito, a cargo de Joscelyn Godwin.